# Windhoek Show Grounds

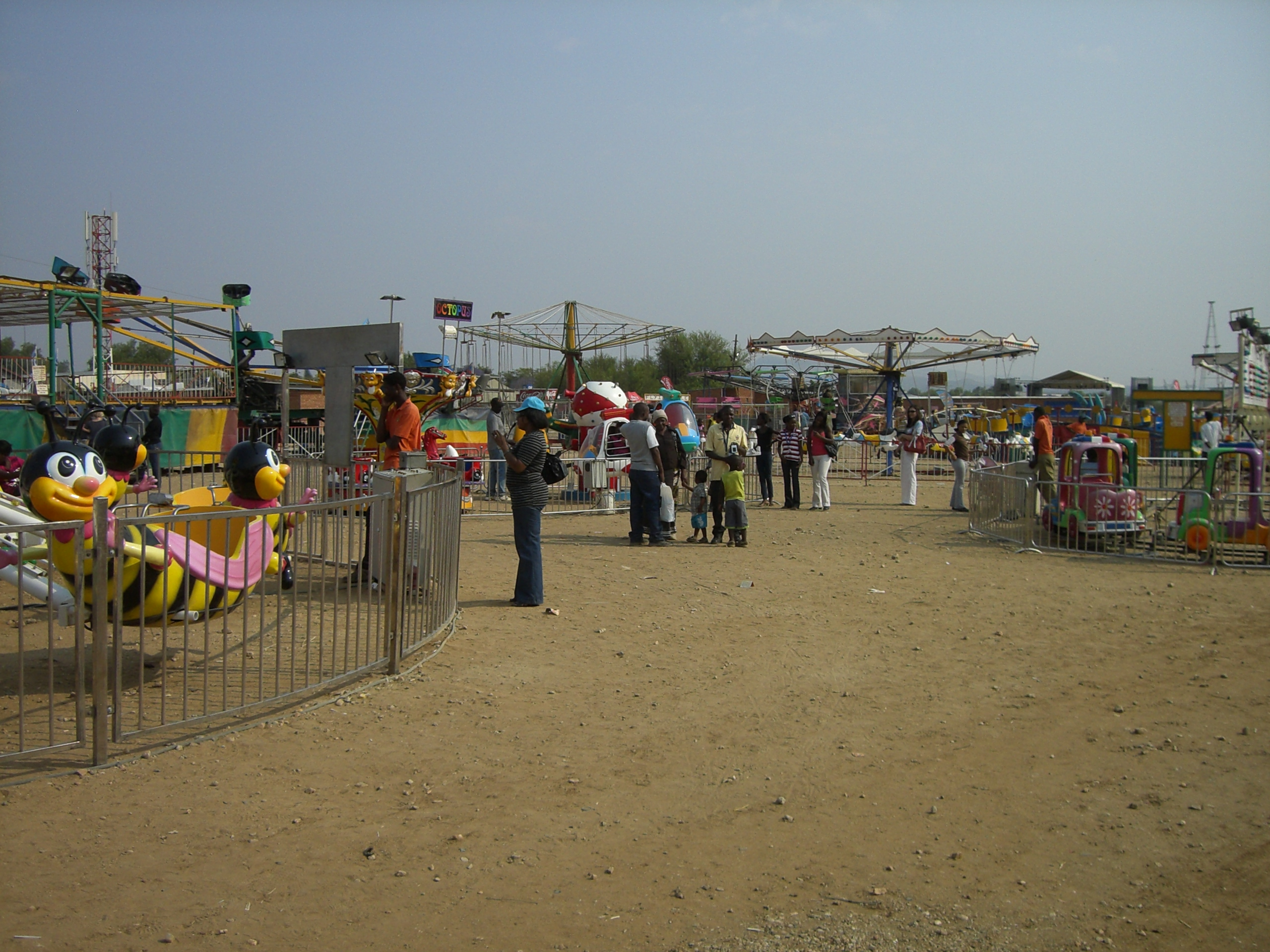
Teile der Show Grounds werden bei der Windhoek Show für einen Jahrmarkt genutzt (2010)

Die Windhoek Show Grounds (zu deutsch etwa Windhoeker Ausstellungsgelände) ist das öffentliche Messe- und Ausstellungsgelände von Windhoek, der Hauptstadt Namibias. Das 1934 errichtete Gelände wird von der Windhoek Show Society verwaltet und gehört seit 1966 dieser. Es umfasst ein Gesamtgelände von 26 Hektar. Diese organisiert hier auch die größte Messe des Landes, die Windhoek Show.
Das Messegelände liegt zentral in Windhoek, südliche der Innenstadt Central am Rande des Südlichen Industriegebiets nahe der Maerua Mall. Das reine Messegelände umfasst eine Fläche von 35.000 Quadratmeter.

## Aufbau des Messegeländes
Das Messegelände verfügt über Hallen sowie Außenflächen mit Krälen. Es gibt vier Eingänge zum Messegelände, wovon der „Nedbank-Eingang“ und der „Bank Windhoek-Eingang“ die Haupteingänge sind.
Das Gelände verfügt über sechs Hallen
- „Baobab“
- „Camelthorn“
- „Galpini“
- „Maerua“
- „Makalani“
- „Mopane“

## Regelmäßige Veranstaltungen
- Windhoek Show (seit 1934 hier; 1899 gegründet) – jährlich
- Namibia Tourism Expo (seit 1999) – jährlich
- Spiele der Inlinehockeymannschaft der Badgers – mehrmals im Jahr
- Boeremark; einmal monatlich stattfindender Bauernmarkt
- landwirtschaftliche Auktionen